# Dezső Frigyes
Dezső Lajos Frigyes (ur. 27 listopada 1913 w Budapeszcie, zm. 18 lipca 1984 w Cleveland) – węgierski bokser, srebrny medalista mistrzostw Europy z roku 1934, olimpijczyk z Berlina (1936).

## Kariera
W kwietniu 1934 zdobył srebrny medal na Mistrzostwach Europy, w kategorii piórkowej. W ćwierćfinale turnieju pokonał na punkty Szweda Gosta Alm. W półfinale pokonał na punkty Polaka Mieczysława Forlańskiego, wygrywając na punkty. W walce finałowej przegrał na punkty z Otto Kästnerem.
W sierpniu 1936 był uczestnikiem Letnich Igrzysk Olimpijskich w Berlinie. Rywalizację rozpoczął od zwycięstwa nad Sigfredem Madsenem. W ćwierćfinale igrzysk pokonał na punkty Kanadyjczyka Billy'ego Marquarta, awansując do półfinału. W półfinale przegrał na punkty z Argentyńczykiem Oscarem Casanovasem, a w walce o brązowy medal przegrał z Niemcem Josefem Minerem.
W 1942 został mistrzem Europy w kategorii piórkowej. Jednak później zawody zostały uznane za nieodbyte, a medale zostały unieważnione.